# Pullover (esercizio)
Il pullover (traducibile letteralmente come "tirare oltre") è un esercizio con i pesi mirato prevalentemente alla stimolazione dei muscoli grande pettorale e grande dorsale. Praticabile con manubri, bilancieri, zavorre, cavi o macchine isotoniche, è diffuso soprattutto nell'ambito del culturismo e del fitness.

## Esecuzione

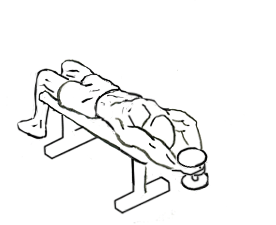
Punto di partenza del pullover monoarticolare a braccia tese bilaterale con manubrio su panca piana.

Il pullover si pratica normalmente su una panca piana. Pur essendo largamente coinvolti sia il grande pettorale che il grande dorsale, studi elettromiografici (EMG) rilevano che durante questo movimento ai pesi liberi l'attività del grande pettorale prevale su quella del grande dorsale. Al contrario, se eseguito al cavo o alla macchina specifica, l'esercizo stimola il grande dorsale grazie all'importante aumento del range of motion (ROM).  
Si può iniziare da distesi supini su panca con le piante dei piedi appoggiate a terra, ma diversi autori suggeriscono di eseguire l'esercizio appoggiando la parte alta del dorso o le scapole di traverso sulla panca piana e posizionando il bacino più in basso rispetto alla schiena e all'articolazione della spalla. L'attrezzo più utilizzato è il manubrio singolo impugnato con entrambe le mani, con i palmi portati a contatto con i dischi, mentre i pollici e gli indici serrano l'impugnatura (vedi immagine). In alternativa, nel contesto dei pesi liberi, possono essere usati il bilanciere, la zavorra o un manubrio per braccio (praticabile anche in modalità monolaterale). Nella tradizionale versione monoarticolare (da alcuni denominata "pullover respiratorio") le braccia rimangono semitese, cioè i gomiti sono bloccati e semiflessi senza variare l'angolo durante il movimento. Altri autori suggeriscono di flettere leggermente i gomiti nella fase eccentrica, quando il manubrio si trova dietro la testa, ed estenderli leggermente nella fase concentrica, rendendo in questo modo il movimento multiarticolare. Altri ancora menzionano la possibilità di mantenere i gomiti flessi a circa 90° e le braccia rigide al fine di consentire il sollevamento di carichi maggiori e quindi rendere l'esercizio ideale per l'ipertrofia muscolare. Durante la fase eccentrica (o negativa) l'arto superiore viene portato in flessione dietro la testa inspirando. Nella fase concentrica si espira riportando il braccio in estensione alla posizione di partenza. 

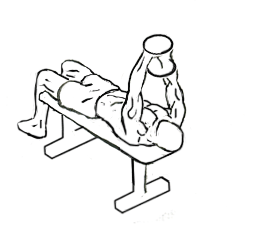
Fase finale del pullover con manubrio a 90° di estensione del braccio: alcuni autori suggeriscono di arrestare il braccio prima di raggiungere questo livello (braccio verticale) per evitare di annullare il lavoro muscolare.

Anche se può essere indicato di portare le braccia a formare un angolo di 90° con il busto nel picco della fase positiva (con il braccio perpendicolare al suolo come in figura), alcuni autori segnalano che in questa posizione la tensione muscolare viene ridotta al minimo perché la linea di azione della forza viene allineata sia con l'articolazione della spalla che con quella del gomito. Per non incorrere in questo inconveniente, nel punto di massima contrazione si consiglia di fermare gli arti superiori in obliquo e non perpendicolari rispetto al terreno: in questo modo si eviterebbe di scaricare il sovraccarico sulle articolazioni e non si perderebbe la tensione muscolare, la quale determinerebbe un breve riposo tra le ripetizioni e quindi il momentaneo rilassamento dei muscoli coinvolti. Con questa modifica, il range di movimento (ROM) dell'esercizio ai pesi liberi subisce una sensibile riduzione nella seconda metà del movimento a causa della perdita di tensione muscolare imposta dalla gravità, cosa che si evita nelle varianti ai cavi o alle macchine isotoniche. 
Il movimento anatomico del pullover è chiamato estensione del braccio, che per definizione si sposta sul piano sagittale rispetto all'asse longitudinale del tronco. Oltre al grande pettorale e al grande dorsale, su questo piano di lavoro il pullover coinvolge molti altri muscoli, tra cui soprattutto il capo lungo del tricipite, il deltoide posteriore, il grande rotondo e i vari abbassatori e abduttori delle scapole, ovvero gran dentato, fasci inferiori del trapezio, romboidi e piccolo pettorale.

## Varianti

### Pullover monoarticolare e multiarticolare

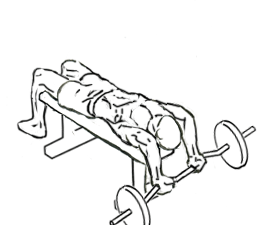
Punto di partenza del pullover, sia nella modalità monoarticolare a braccia flesse, che nella modalità multiarticolare.

Le modalità di effettuazione del pullover sono molteplici. Sulla corretta esecuzione dell'esercizio esistono pareri e indicazioni spesso divergenti, dovuti al fatto che la natura del movimento può variare in base alla finalità specifica. Ci sono almeno 3 modalità esecutive comunemente descritte: due di tipo monoarticolare (impongono la mobilizzazione della sola articolazione scapolo-omerale) e una multiarticolare (viene mobilizzato anche il gomito).
- Pullover a braccia tese o semitese (o pullover respiratorio):[1][2][5][10][11][12] detto in inglese straight-arm pullover o breathing pullover[7], forse è la forma monoarticolare (per definizione esercizio "di isolamento") più comune. Allungando il braccio di leva in un movimento monoarticolare, con un inferiore coinvolgimento della muscolatura sinergica, permette il sollevamento di carichi inferiori[12] imponendo un maggiore sovraccarico articolare[14]. I pregi del pullover respiratorio sarebbero da ritrovare nel maggiore isolamento dei muscoli agonisti e l'esclusione degli estensori del gomito monoarticolari (capi mediale e laterale del tricipite brachiale e anconeo).
- Pullover a braccia flesse:[10][12] in inglese bent-arm pullover, da alcuni considerato la forma classica del pullover, è la modalità monoarticolare più adatta a sollevare alti carichi[10][12] e a sovraccaricare meno le articolazioni coinvolte[14]. Quindi, se lo scopo è stimolare la crescita muscolare, è più indicata rispetto alla precedente[10]. Nonostante la mobilizzazione di una sola articolazione, la flessione del gomito riduce il braccio di leva e permette pertanto di alleggerire il sovraccarico, ridurre lo stress articolare e sollevare carichi maggiori.
- Pullover multiarticolare (PJR pullover):[4][6][8] la terza variante del pullover è l'unica svolta in modalità multiarticolare. Prevede una leggera flessione del gomito nella fase eccentrica e l'estensione nella fase concentrica[5]. Così vengono sollecitati anche gli estensori del gomito, che nelle precedenti varianti sono esclusi dal lavoro dinamico ad eccezione del capo lungo del tricipite, impegnato anche nella pura estensione del braccio. In questo caso vengono coinvolti anche gli estensori monoarticolari del gomito, ovvero i capi mediale e laterale del tricipite e l'anconeo. Poiché vi è un intervento sinergico di una muscolatura più vasta, il PJR pullover è probabilmente la modalità che consente di sollevare i carichi più pesanti in assoluto, penalizzando però l'isolamento dei muscoli agonisti. L'esercizio si pone a metà strada tra i pullover monoarticolari e l'esercizio della french press (o skull crusher) e comporta anche un'importante e maggiore sollecitazione dei tricipiti brachiali.

### Pullover su panca piana di traverso
Molti autori suggeriscono l'esecuzione del pullover su panca piana poggiandosi di traverso. Altri la considerano semplicemente un'alternativa in cui gran parte del corpo risulta in sospensione, mentre la parte alta della schiena poggia sulla panca. Questo richiede più equilibrio e si raccomanda soprattutto ad atleti esperti. Vista la maggiore richiesta di stabilità e coordinazione, non è ben chiaro quale sia il reale vantaggio di questa variante. Potrebbe essere giustificata dal fatto che, se il bacino viene mantenuto più in basso rispetto alla schiena, la coscia viene portata maggiormente in flessione sull'anca, riducendo la tensione dell'ileo-psoas, flessore dell'anca responsabile dell'inarcamento della curva lombare in proporzione all'estensione della coscia. Allora tale modifica potrebbe giovare soprattutto a chi è soggetto alla lordosi lombare, ma ridurrebbe sensibilmente il ROM articolare in proporzione all'inclinazione del busto. Inoltre, alcuni professionisti segnalano che non si riscontra alcun beneficio, poiché l'abbassamento delle anche durante la fase eccentrica risulta più in un movimento compensatorio che in un effettivo miglioramento del ROM.

### Pullover su panca declinata
Il pullover su panca declinata è una variante elaborata al fine di risolvere uno dei principali inconvenienti dell'esercizio, ovvero il limitato ROM articolare utile. La variazione dell'inclinazione del corpo sui pesi liberi è la strategia per sovraccaricare una parte differente della curva della forza. Nella tradizionale versione su panca piana ai pesi liberi la tensione muscolare inizia ad attenuarsi sempre più man mano che si superano i 45° (rispetto al suolo) di estensione della spalla nella fase concentrica fino a ridursi al minimo nella posizione verticale. Su panca declinata si ha una diversa distribuzione della forza durante il movimento, il che fa crescere la tensione nella seconda metà della fase concentrica, con un conseguente aumento del ROM in cui la tensione e quindi il lavoro muscolare rimangono apprezzabili. Nel normale pullover su panca piana la forza di gravità esercita un'azione minima quando le braccia si avvicinano alla posizione verticale, mentre nella variante declinata si ottiene la massima azione della forza di gravità (peak torque) quando le braccia sono più flesse rispetto alla variante piana (punto in cui le braccia risultano orizzontali e parallele rispetto al suolo). Ciò significa che, anche quando il braccio forma un angolo di 90° col busto (un livello in cui il pullover su panca piana determinerebbe un arresto dell'attività muscolare), i muscoli coinvolti continuano ad esercitare tensione e lavoro. Pur essendo questa modifica più utile nel contesto dei pesi liberi, essa può essere attuata anche nel pullover al cavo per favorire un leggero aumento del ROM articolare in massima contrazione, permettendo potenzialmente la massima estensione del braccio fino a quando i gomiti si trovano lungo i fianchi. Nel pullover ai pesi liberi, il momento torcente e di conseguenza la tensione nella fase concentrica aumenteranno proporzionalmente alla declinazione della panca. Questa modifica permette di sollecitare il grande dorsale in maniera relativamente maggiore.

### Pullover al cavo
Il pullover al cavo (cable pullover) è la variante del pullover praticata con l'utilizzo dei cavi. Ricalca il movimento del pullover ai pesi liberi, con il vantaggio di mantenere la tensione lungo tutto l'arco di movimento (ROM) e quindi aumentare sensibilmente il ROM stesso, anche quando le braccia sono perpendicolari al suolo. Ciò accade perché, diversamente dai pesi liberi, il cavo continua ad esercitare una resistenza, non essendo vincolato dalla forza di gravità. Il dato di rilievo è che l'aumento della tensione muscolare lungo un ROM molto più ampio rende queste varianti più adatte per stimolare il grande dorsale. La differenza con i pesi liberi è dovuta al fatto che normalmente durante l'estensione del braccio il gran pettorale prevale sul grande dorsale soprattutto nei primi gradi del movimento, andando ad attenuarsi man mano che il braccio continua l’estensione. Lo conferma l'analisi elettromiografica (EMG) delle trazioni alla sbarra a presa stretta (chin-up). Il pullover ai cavi e le trazioni a presa stretta (chin-up o lat machine a presa stretta) sono esercizi molto simili dal punto di vista della traiettoria articolare, perché condividono il piano di lavoro prevedendo l’estensione del braccio sul piano sagittale. La differenza essenziale tra i due è la natura articolare. Il pullover al cavo è normalmente monoarticolare (mobilizza solo l'articolazione della spalla), mentre le trazioni a presa stretta impongono la mobilizzazione del gomito mediane l'intervento dei suoi flessori, rendendo l'esercizio multiarticolare. Tuttavia, il pullover ai pesi liberi riduce sensibilmente il ROM mantenendo la tensione muscolare solo nei primi gradi di estensione, al contrario dei chin-up dove la tensione viene mantenuta lungo un ROM molto più esteso. In alcune ricerche è stato notato che nell'esercizio delle trazioni a presa stretta (chin-up) il movimento inizia dal grande pettorale (assieme ai fasci inferiori del trapezio) e viene completato dal grande dorsale (assieme ai bicipiti brachiali). Queste osservazioni sono comprovate dall'analisi elettromiografica del pullover, da cui risulta che l'attività del grande pettorale prevale su quella del grande dorsale, evidentemente perché in tale esercizio l’estensione viene limitata solo ai primi gradi del movimento, quando il grande dorsale non assume ancora un ruolo rilevante. Se il movimento di estensione prosegue oltre il limite imposto dal pullover ai pesi liberi, il grande pettorale diventa sempre meno rilevante e trasferisce il compito principale di estensore al grande dorsale. Questo è ciò che avviene nel pullover al cavo, dove la tensione riesce ad essere mantenuta lungo tutto il ROM. Curiosamente, il pullover al cavo potrebbe essere giudicato come la variante monoarticolare delle trazioni a presa stretta (chin-up o lat machine a presa stretta) per la stessa natura articolare percorsa dal braccio. In questo senso si può concludere che il pullover al cavo, se eseguito percorrendo tutto il ROM consentito, sollecita soprattutto il grande pettorale nei primi gradi di estensione e il grande dorsale proseguendo l'estensione.
Il pullover al cavo può essere eseguito in svariate modalità:
- Pullover al cavo basso su panca piana:[17] analogo al pullover ai pesi liberi eseguito al cavo basso. I pregi riconoscibili sono un sensibile aumento del ROM articolare, dato che si evitano i punti morti con una potenziale sollecitazione più forte del grande dorsale. Può essere più difficile da praticare senza l'assistenza di uno spotter.
- Pullover al cavo basso su panca declinata:[18] combina i vantaggi del pullover al cavo con quelli della declinazione della panca. Entrambe le strategie sono finalizzate a massimizzare il ROM, permettendo una migliore attivazione muscolare del grande dorsale man mano che l'estensione prosegue. Questa variante fa raggiungere l'arco di movimento più ampio possibile in estensione: consente di portare i gomiti fino ai fianchi, contraendo al massimo il grande dorsale.
- Pullover al cavo alto in posizione eretta: il pullover al cavo alto in posizione eretta (standing cable pullover[19]), noto anche come pull-down a braccia tese (stiff arm pull-down o straight-arm pull-down)[14][20][21], è la versione dell'esercizio che fa intervenire di più i muscoli stabilizzatori di tutto il corpo, con una particolare attività stabilizzatrice della muscolatura addominale, ed evita l'iperestensione del tratto lombare[14]. Si può eseguire ai cavi o alla lat machine[11][14] in diversi modi a seconda dell'obiettivo:[12]

1. Se il busto viene mantenuto eretto in verticale, la tensione sarà enfatizzata soprattutto nella seconda metà del ROM in massima contrazione. Stimola il grande dorsale escludendo il grande pettorale, risultando in definitiva una sorta di versione monoarticolare al rematore.
2. Se il busto viene flesso in avanti, consentendo al braccio di raggiungere la massima flessione della fase eccentrica, l'esercizio assume caratteristiche simili al pullover al cavo basso su panca declinata, cioè con uno spiccato aumento del ROM e un maggiore intervento del grande pettorale nei primi gradi dell’estensione. La differenza è che in questo caso viene richiesta una notevole partecipazione dei muscoli stabilizzatori[14], quindi entra in gioco una componente funzionale.
3. Il pull-down a braccia tese eseguito a busto semi flesso aggiunge una componente unilaterale portando in contrazione il gran dorsale tramite l'estensione del braccio in maniera alternata. Questa variante, ideata dal noto bodybuilder Christian Thibaudeau, è stata battezzata Kayak rows perché simula il tipico movimento della remata della canoa.[7]

- Pullover al cavo alto da seduti su panca (cable seated pullover):[10][12][22] simula in un certo modo la macchina specifica del pullover[10]. Si posiziona la panca in verticale, usando una classica "v-bar" normalmente adoperata per il push down per tricipiti. Seduti con busto verticale di schiena rispetto all'origine del cavo alto, si impugna la barra portando il braccio in estensione verso il basso. Anche in questo caso il ROM può essere modificato a seconda dell'obiettivo specifico e della posizione della panca.

### Pullover machine
La pullover machine serve ad eseguire i pullover con l'ausilio di una macchina specifica. Fu progettata dal celebre ideatore del High Intensity Training (HIT) e dei macchinari Nautilus Arthur Jones nei primi anni settanta e influenzò l'intera linea di macchine Nautilus successive. Venne definita"lo squat per la parte superiore del corpo" per specificarne la funzione. 
La tipica caratteristica dei macchinari a traiettoria rigida è il massimo isolamento della muscolatura agonista e la massima esclusione dei muscoli stabilizzatori. Si lavora da seduti, afferrando le impugnature della macchina con i gomiti appoggiati sulle imbottiture e facendo fare al braccio un movimento di estensione completa monoarticolare con i gomiti flessi. Il braccio si estende esercitando pressione sulle apposite imbottiture. Come per le varianti del pullover ai cavi in cui la tensione muscolare rimane costante lungo un ROM completo, anche la macchina consente di ottenere questo vantaggio e stimola il grande dorsale più del pullover tradizionale ai pesi liberi. La pullover machine è probabilmente l'esercizio che permette di ottenere il movimento di estensione più completo in assoluto, fino a 220°, e una tensione muscolare invariata lungo tutto il ROM previsto. Questa peculiarità permette di scegliere il ROM in base al muscolo specifico che si vuole sollecitare maggiormente:
1. se si intende stimolare il grande pettorale in isolamento, sarà necessario portare in massima estensione la spalla nella fase eccentrica e arrestare il movimento prima che il braccio raggiunga il livello perpendicolare alla spalla;
2. per stimolare il grande dorsale escludendo l'attività del grande pettorale, sarà necessario iniziare il movimento all'incirca quando il braccio è flesso a 90° sulla spalla eseguendo un ROM parziale fino alla massima contrazione;
3. la terza e più comune modalità è l'esecuzione lungo tutto il ROM previsto dalla macchina per uno stimolo globale.

### Pullover su fitball
È una variante eseguita sulla fit ball, detta anche swiss ball (palla svizzera) o stability ball. La posizione di partenza consiste nell'appoggiare la parte alta della sulla fit ball, con la schiena diritta e i piedi a terra circa alla larghezza delle spalle. Il movimento è analogo alle altre varianti ai pesi liberi, ma per una corretta esecuzione è richiesto un notevole impegno dei muscoli stabilizzatori. Come molti altri esercizi su fit ball, la variante è più orientata vwerso il fitness e la stabilità rispetto alle precedenti, nelle quali è possibile usare sovraccarichi importanti raggiungendo intensità vicine al massimo. Il pullover su fitball è un tipico esercizio funzionale mirato alla stimolazione dei muscoli del core. Alcuni professionisti come Charles Poliquin sconsigliano la fit ball per eseguire il pullover, poiché l'instabilità intrinseca non solo aumenta la probabilità di infortuni ma riduce anche l'intensità dell'esercizio perché impone l'utilizzo di carichi inferiori.

## L'utilità del pullover
Alcuni ricercatori considerano il pullover un esercizio principe per l'accrescimento della massa magra, della forza e della potenza muscolare negli atleti e nei sollevatori di pesi amatoriali; altri lo definiscono "lo squat per la parte superiore del corpo". Questo appellativo è dovuto al fatto che, assieme alle dip alle parallele e le trazioni alla sbarra, il pullover coinvolge ben quattro aree muscolari allo stesso tempo, compresi i muscoli grandi del tronco: gran pettorale, grande dorsale, deltoidi e tricipiti. Pur essendo, nella modalità esecutiva più comune, un esercizio monoarticolare (e quindi di isolamento), il pullover rappresenta un'eccezione rispetto agli altri esercizi di questa categoria, riuscendo a sollecitare una muscolatura molto vasta nonostante la mobilizzazione di una sola articolazione; è pertanto ritenuto completo e fondamentale, in quanto coinvolge in un unico movimento quasi un terzo della massa muscolare scheletrica corporea. 
È interessante per la stimolazione del grande pettorale da un'angolazione unica e diversa dal resto degli esercizi dedicati a questa parte del corpo, i quali prevedono comunemente la flessione orizzontale sul piano trasversale. Il movimento di estensione del braccio caratteristico del pullover è stato riconosciuto come il più efficace per accentuare la stimolazione dei fasci inferiori del grande pettorale rispetto ai fasci costali e superiori. Ciò fa ipotizzare che l'esercizio nella variante ai pesi liberi sia il più idoneo per lo sviluppo ipertrofico dell'area inferiore del petto. Questo vantaggio può essere ottenuto soprattutto se si percorrono i primi gradi dell’estensione, partendo possibilmente da un’iperflessione o da un buon grado di flessione del braccio in modo da portare i fasci inferiori del grande pettorale in massimo stiramento. Tuttavia, l'eccessiva flessione del braccio è considerata potenzialmente lesiva per l'articolazione scopolo-omerale (esistono però dei dati che mettono in discussione tale teoria). Anche se il movimento di estensione del braccio ha dimostrato di interessare soprattutto i fasci inferiori del grande pettorale, alcune analisi elettromiografiche hanno rilevato (con un carico di circa 45 kg) una maggiore attività dei fasci mediali (sterno-costali).
Benché sia stato stabilito che il pullover ai pesi liberi è un esercizio adatto alla stimolazione del grande pettorale più che del grande dorsale, questa conclusione non potrebbe ritenersi valida per il pullover al cavo o alla macchina specifica, in cui la tensione viene mantenuta lungo un ROM molto più ampio e spesso completo, permettendo al dorsale di essere sempre più attivo man mano che l’estensione del braccio prosegue. In questo senso, anche se il pullover ai pesi liberi non è da considerarsi propriamente un esercizio per il grande dorsale, le varianti al cavo o alla macchina risultano a tutti gli effetti gli esercizi monoarticolari o "di isolamento" più diffuse per questo fascio muscolare. In termini biomeccanici, non a caso appaiono di fatto come le risposte monoarticolari alle trazioni a presa stretta (alla sbarra o alla lat machine) - esercizio fondamentale per allenare il grande dorsale - poiché condividono la stessa traiettoria del braccio in estensione completa sul piano sagittale lungo un ROM analogo.
Alcuni autori del passato hanno attribuito al pullover l'interessante capacità di espandere la cassa toracica mediante una crescita e un allungamento delle cartilagini costali, specie se eseguito con carichi leggeri e braccia tese (pullover respiratorio). Nonostante questa credenza sia piuttosto popolare e tutt'oggi supportata da diversi testi e professionisti, essa è stata smentita:
(Charles Poliquin)
(Chris Colucci)
Il pullover infine può essere proposto per migliorare la flessibilità in estensione. Molto spesso i bodybuilder (o gli atleti di forza in genere) tendono ad avere uno squilibrio muscolare che vede l'ipertono degli intrarotatori del braccio (tra cui il grande dorsale e il grande pettorale) e una debolezza degli extrarotatori. Infatti, un classico programma di allenamento coi pesi ha come scopo lo stimolo del grande pettorale, del grande dorsale e del deltoide anteriore, e l'iperstimolazione di questi tende a produrre l'intrarotazione dell'omero e l'antiversione delle spalle. In definitiva, il grande pettorale e il grande dorsale risultano spesso iperstimolati e accorciati e possono provocare alterazioni posturali. Una teoria basata sulla legge della plasticità muscolare sostiene la possibilità di modificare la lunghezza dei fasci muscolari coinvolti in un movimento in base al ROM che percorrono. Ad esempio, se un muscolo vuole essere allungato, viene suggerito che esso debba seguire un range di movimento parziale raggiungendo il massimo allungamento ed evitando la fase di massima contrazione. Nel caso specifico della correzione posturale, il grande pettorale e il grande dorsale necessitano di essere allungati per favorire una riduzione della curva cifotica e dell'intrarotazione dell'omero; pertanto il pullover ai pesi liberi può essere consigliato come esercizio di allungamento, dato che il movimento prevede di raggiungere il massimo allungamento ma impedisce la massima contrazione dei muscoli coinvolti.

## Rischio infortuni
Il pullover presenta un certo rischio infortuni. Le aree più esposte sono la bassa schiena e l'articolazione scapolo-omerale. Diversi autori segnalano una certa pericolosità dell'esecuzione su panca piana, in cui le cosce subiscono un buon grado di estensione, che potrebbe danneggiare i dischi intervertebrali. Il primo accorgimento è quello di non inarcare la curva lombare. La pericolosità aumenta con l'uso di alti carichi: infatti, con l'aumentare dell’estensione del braccio potrebbe verificarsi un compenso a carico della colonna per permettere la totale escursione del movimento. Ciò potrebbe causare una scarsa mobilità articolare in estensione, verificabile con un test di idoneità, al quale bisognerebbe provvedere con strategie di stretching. Per ovviare a questo problema, è possibile posizionare i piedi su un rialzo o sulla panca stessa al fine di ridurre l'estensione delle cosce e di conseguenza la lordosi lombare, oppure scegliere le varianti ai cavi in piedi, da seduti o alla macchina, che riducono l'estensione della coscia allo stesso modo. In particolare, la variante ai cavi in posizione eretta (pulldown a braccia tese) permette di evitare l'iperestensione lombare attivando i muscoli antagonisti della parete addominale, i quali contrastano la lordosi. Se durante l'esecuzione del pulldown a braccia tese si nota un inarcamento della lordosi lombare, questo indica una debolezza della muscolatura addominale.
In relazione all'articolazione scapolo-omerale, viene rilevato che durante la flessione può avvenire un contatto tra la cuffia dei rotatori e la cavità glenoidea superiore, dando potenzialmente origine a traumi ai tendini della cuffia dei rotatori, come la sindrome da impingement. Tale infortunio, chiamato anche "sindrome da conflitto della cuffia dei rotatori", consiste in compressione e abrasione meccanica dei tendini della cuffia dei rotatori, della borsa subacromiale e del capo lungo del bicipite al di sotto della superficie inferiore anteriore dell'acromion, del legamento coracoacromiale, o superficie inferiore dell'articolazione acromion-claveare durante l'elevazione del braccio. Di conseguenza, sebbene sia stato segnalato che gli estensori della spalla agiscono anche come depressori della testa omerale, contrastando quindi la migrazione della testa omerale verso l'alto e riducendo la probabilità di impingement, l’iperflessione poco fisiologica oltre un ROM confortevole spesso imposta dal pullover può a sua volta provocare la stessa sindrome da impingement. 
(DuVall, 2001)
Il pullover viene quindi scongliato ai soggetti con sindrome da impingement o infiammazioni e lesioni ai tendini della cuffia dei rotatori. Per questa categoria può essere suggerita in alternativa una limitazione del ROM che eviti di raggiungere la massima flessione (iperflessione) del braccio. Portare le braccia in flessione fino al punto in cui raggiungono la posizione orizzontale aumenta le forze di taglio e la probabilità di impingement, quindi arrestare il movimento prima di raggiungere questo livello può prevenire tali problemi. Ogni volta che un'articolazione viene posta in una posizione estrema (come l’iperestensione o l’iperflessione), la si espone ad un maggiore rischio di infortunio. Dato che i fasci inferiori del grande pettorale vengono largamente sollecitati proprio durante i primi gradi di estensione, questa modifica della traiettoria articolare potrebbe ridurre relativamente lo stimolo su questo fascio specifico.
Il pullover nella sua forma più comune viene eseguito con i gomiti estesi o semiestesi. Questo implica un allungamento del braccio di leva e sovraccarica l'articolazione della spalla. Per precauzione può essere suggerito di fletere di più i gomiti per accorciare il braccio di leva e smorzare le forze di taglio sull'articolazione scapolo-omerale (pullover a braccia flesse). Questa modifica, oltre a ridurre il sovraccarico articolare, diminuisce anche l’iperflessione del braccio e permette di sollevare carichi più pesanti. In alternativa, l'entità dell'inconveniente può essere mitigata dal pullover in modalità multiarticolare che distribuisce il carico su più articolazioni e riduce il braccio di leva nella parte del ROM in cui il momento torcente aumenta, attenuando di conseguenza il sovraccarico articolare.
Un infortunio meno segnalato è quello alla porzione cervicale. Poggiare la testa sulla panca evita che questa rimanga in sospensione e previene così distorsioni dell'area. Charles Poliquin riporta l'esempio di un noto scrittore bodybuilder che subì un grave danno ai nervi mentre stava eseguendo il pullover su panca con la testa iperestesa. Questo gli causò un dolore cronico per diversi anni e richiese molte sedute di fisioterapia. Anche per questo motivo Poliquin sconsiglia di eseguire il pullover su fitball.

## Aspetti anatomici e biomeccanici

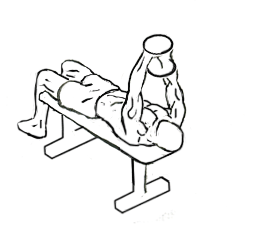
Fase finale del pullover con manubrio a 90° di estensione della spalla: ai pesi liberi, in questa posizione il lavoro muscolare viene praticamente annullato. Per ottenere un maggiore lavoro muscolare e una maggiore tensione continua è necessario fermare il braccio in obliquo rispetto al suolo prima di raggiungere questo livello.

Il movimento principale imposto dal pullover è l’estensione del braccio. In termini biomeccanici, il pullover da supini su panca piana ai pesi liberi inizia con le braccia perpendicolari al busto e allineate in verticale con l'articolazione della spalla. In questa posizione il braccio di leva è minimo perché la linea di azione della forza (esterna) è allineata sia con l'articolazione del gomito che con quella della spalla. Inoltre, i muscoli (forza interna) stabilizzano l'articolazione. La prima parte del movimento consiste nell'abbassamento del carico (fase eccentrica) tramite la flessione del braccio fino a quando l'omero raggiunge una posizione allineata col tronco, cioè in orizzontale rispetto al suolo. Durante la flessione della spalla nella fase eccentrica il braccio di leva della forza esterna aumenta sia sull'articolazione del gomito che della spalla, raggiungendo il massimo momento torcente (peak torque) alla fine di questa fase, approssimativamente a 100° (braccio parallelo al suolo). La seconda parte del movimento, ovvero la fase concentrica, prevede il sollevamento del carico verso l'alto mediante il movimento di estensione del braccio (omero) fino a tornare a 0°. Durante l’estensione il braccio di leva della forza esterna si riduce sia sull'articolazione del gomito che della spalla, raggiungendo il minimo momento torcente alla fine di questa fase. Proprio per l'annullamento del momento torcente, e quindi della tensione muscolare, si suggerisce di evitare questo punto morto fermando l’estensione prima che il braccio raggiunga la posizione verticale rispetto al busto e al suolo.

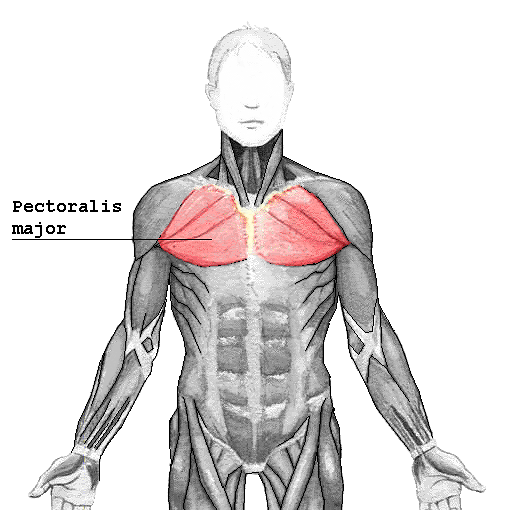
Rappresentazione anatomica del grande pettorale: nonostante a livello funzionale l'estensione della spalla attivi preferenzialmente i fasci inferiori sui fasci mediali, analisi dirette del pullover dimostrano che i fasci mediali siano significativamente più attivi dei fasci inferiori e superiori.

Durante il movimento di estensione il grande pettorale, il grande dorsale e il grande rotondo agiscono come protagonisti, ma anche il deltoide posteriore e il capo lungo del tricipite hanno un ruolo nel movimento. Tuttavia, è necessario fare un'importante distinzione tra l'attività dei muscoli citati in relazione allo specifico range di movimento percorso. È stato stabilito tramite studi sull'analisi elettromiografica che il tradizionale pullover ai pesi liberi impone una maggiore sollecitazione del grande pettorale rispetto al grande dorsale: "I presenti risultati dimostrano che l'esercizio del pullover con bilanciere enfatizza l'attività muscolare del grande pettorale più di quella del grande dorsale, e la maggiore attivazione dipende dalla forza esterna del braccio di leva prodotta" (Marchetti et al., 2011). Altre analisi elettromiografiche hanno invece rilevato che durante le trazioni a presa stretta (chin-up) - le quali impongono lo stesso movimento di estensione ma molto più ampio - il grande pettorale interviene nelle prime fasi dell'estensione, mentre il grande dorsale completa il movimento (Youdas et al., 2010). Ulteriori analisi hanno dimostrato che la partecipazione del grande dorsale nell’estensione o nell’adduzione è più debole nelle attività in cui le braccia sono portate oltre la testa, come salire una scala o nuotare (Spear e Hess, 2005). Altri rilevamenti riconoscono che l'esercizio del row da seduto impone una maggiore attività muscolare del grande dorsale rispetto alle trazioni alla lat machine (Lehman et al., 2004), e questo può essere dovuto al fatto che nei primi gradi dell'estensione del braccio il grande dorsale è più debole del grande pettorale. È stato anche notato che il grande pettorale interviene maggiormente nelle trazioni al lat machine a presa stretta rispetto al lat machine a presa larga (Signorile et al., 2002). 

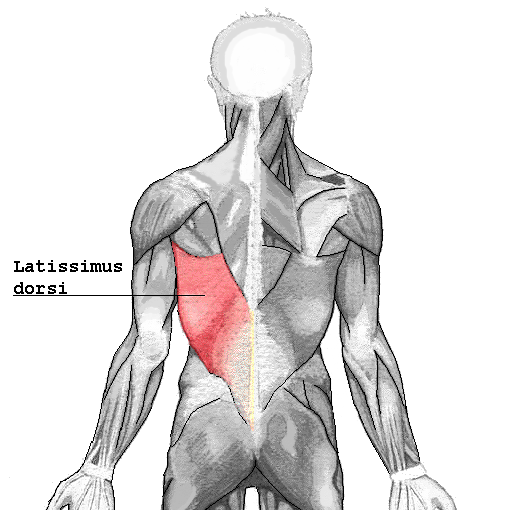
Rappresentazione anatomica del grande dorsale: anche se questo muscolo è coinvolto nel movimento di estensione della spalla, esso dimostra una debole attività nei primi gradi del movimento, assumendo un ruolo molto più importante nella seconda metà dell'estensione. Per questo motivo il pullover ai pesi liberi recluta scarsamente tale muscolo rispetto alle varianti ai cavi o alle macchine.

Dato che il pullover e le trazioni a presa stretta (alla sbarra o lat machine) condividono lo stesso piano di lavoro (sagittale) e lo stesso movimento del braccio (estensione), in base a queste svariate evidenze è possibile concludere che i due muscoli citati partecipano al movimento di estensione prevalendo rispettivamente in zone diverse del ROM articolare. Il gran pettorale agisce come iniziatore dell’estensione nella prima metà del movimento, mentre il grande dorsale esercita un ruolo più importante per concludere il movimento lungo la seconda metà del ROM articolare. Per questo motivo il pullover ai cavi o alla macchina consentono di sollecitare adeguatamente il grande dorsale al contrario della variante tradizionale ai pesi liberi. Per quanto riguarda i fasci specifici del grande pettorale implicati nel movimento di estensione, alcune analisi chinesiologiche hanno rilevato che i fasci inferiori (inferosternali) prevalgono su quelli intermedi (sternocostali), mentre al contrario i fasci superiori (clavicolari) intervengono nei movimenti opposti di flessione del braccio: "I segmenti più inferiori del grande pettorale vengono utilizzati preferenzialmente quando i soggetti eseguono movimenti di estensione della spalla da una posizione della spalla flessa" (Paton e Brown, 1994). Questi dati fanno pensare che il pullover rappresenti uno degli esercizi migliori per la stimolazione specifica dei fasci inferiori del grande pettorale. Tuttavia, alcune evidenze entrano in conflitto con tali constatazioni. Alcune analisi specifiche che hanno esaminato l'attivazione del grande pettorale con il pullover (Contreras, 2010), hanno rilevato, con un carico di circa 45 kg, un'attività dei fasci mediali (sterno-costali) significativamente maggiore dei fasci inferiori (infero-sternali o addominali).

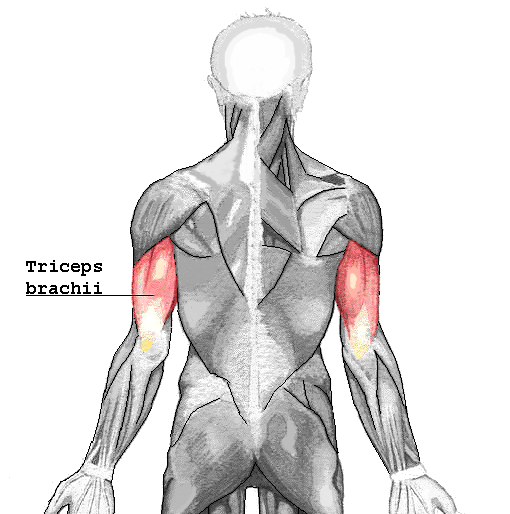
Rappresentazione anatomica del tricipite brachiale: nelle varianti del pullover monoarticolari il solo fascio coinvolto nella contrazione dinamica è il capo lungo, mentre nella variante multiarticolare viene coinvolto nel suo insieme.

Il movimento del pullover monoarticolare prevede la sola estensione della spalla, per cui l'unico fascio del tricipite brachiale che partecipa alla contrazione dinamica è il capo lungo, data la sua natura biarticolare. Al contrario, al pullover multiarticolare - dove viene mobilizzato il gomito portandolo in flessione nella fase eccentrica e in estensione nella fase concentrica - partecipano anche i fasci monoarticolari che compongono il tricipite brachiale, ovvero il capo laterale e il capo mediale, assieme all'anconeo. Anche se poco segnalato, il pullover riesce a coinvolgere anche i muscoli della cuffia dei rotatori. È stato rilevato che il rematore, in cui l'estensione del braccio è analoga al pullover (lungo un ROM differente), stimola l'attività della cuffia dei rotatori. Altre ricerche dirette sul movimento di estensione del braccio hanno trovato che durante l’estensione il sottoscapolare viene attivato più del sovraspinato e del sottospinato. Inoltre, l'estensione provocava una minore attivazione del trapezio e del gran dentato rispetto alla flessione. Un terzo gruppo di muscoli coinvolti è quello degli stabilizzatori delle scapole: gran dentato, piccolo pettorale, romboidi e fasci inferiori del trapezio, i quali stabilizzano la scapola in modo che l'omero si possa muovere su un supporto stabile. Per quanto diversi autori sostengano che il pullover stimola marcatamente il gran dentato, alcuni test hanno rilevato che tale muscolo non ha un ruolo molto importante durante il movimento di estensione del braccio rispetto ad altri movimenti. Anche il retto dell'addome è particolarmente attivo mediante una contrazione isometrica per impedire l'iperestensione della lordosi lombare, ma assume un ruolo più importante durante il pullover al cavo in posizione eretta, dove esercita il ruolo di stabilizzatore più significativo. Uno studio ha trovato che il pull-down a braccia tese creava una maggiore contrazione del retto dell'addome rispetto al classico sit-up.
Muscoli coinvolti nell' estensione del braccio:
- Muscolo grande pettorale (fasci inferosternali e sternocostali)*
- Muscolo grande dorsale*
- Muscolo deltoide (capo posteriore)
- Muscolo tricipite brachiale (capo lungo)
- Muscolo grande rotondo
- Cuffia dei rotatori (soprattutto il sottoscapolare[46])

*nel pullover ai pesi liberi, l'attività del grande pettorale prevale su quella del grande dorsale, ma ciò non accade nelle varianti ai cavi o alle macchine.
Muscoli coinvolti nell' abbassamento, abduzione e stabilizzazione delle scapole:
- Muscolo gran dentato (o dentato anteriore)
- Muscoli piccolo e grande romboide
- Muscolo trapezio (fasci mediali e ascendenti)
- Muscolo piccolo pettorale

Muscoli coinvolti nell' estensione del gomito:*
- Muscolo tricipite brachiale
- Muscolo anconeo

*muscoli coinvolti nella contrazione dinamica solo nella variante del pullover multiarticolare eccetto il capo lungo del tricite, sempre coinvolto anche nel pullover monoarticolare.